# Sturmia clarior
Sturmia clarior là một loài ruồi trong họ Tachinidae.